# マックストア
マックストア (Maxtor Corporation ; NYSE:MXO) は、かつて存在したアメリカ合衆国の精密機器メーカーである。
1982年に創立、1985年に株式公開。主にコンピュータのハードディスクドライブの製造を手がけ、2005年12月時点でのシェアは世界第3位であった。デスクトップパソコンやサーバ向けのハードディスク開発を行い、ディスクアクセス速度よりもディスク容量の向上に焦点をあてていた。2006年、競合するシーゲイト・テクノロジー社と合併。同社は一部の製品でマックストアブランドを継続して使用していたが、現在はSeagateブランドに統一されている。
日本では「マックスター」や「マクスター」などと表記される場合もあるが、日本法人は日本マックストア株式会社（旧：日本マクストル）であり、コンピュータ機器の展示会などでの同社ブースでも（ブランド名として）マックストアやマクストルと表記されていた。

## 歴史
マックストアの創設者、ジェームズ・マッコイとジャック・スワーツ、そしてレイモンド・ニズウィッキーは、1981年に資金源を探し始めた。彼らは旧IBM（厳密には後のIBMとは別扱いだが、同時に複数社が存在したわけではない）の従業員で、サンノゼ州立工科学校の卒業生であった。1982年初めに、B・J・カッシンとチャック・ハゼル（ベイ・パートナー社）が、初期の300万ドルの資金を提供し、会社は公式には1982年7月1日に業務を開始した。マックストア社は、最初の製品を1983年2月にコンヴァージェント・テクノロジー社に出荷し、すぐさま第2期の資金として550万ドルの追加を受け取った。マックストア社は、海外の製造拠点をシンガポールに決める際に、良い条件の場所を求めてシンガポール経済開発庁 (EDB) との交渉を始めた。そして、シンガポール開発銀行 (DBS) はシンガポールにおけるマックストア社の発展を支援することに同意した。1983年、マックストア社は日本の東京に営業所と代理店を設立した。1984年には、追加の資金を約3700万ドル受け取り、その翌年の1985年には、主監事証券会社をゴールドマンサックス社として株式を公開した。
しかし1992年、倒産の危機に直面したマックストア社は、5.25インチのSCSIドライブ市場からの撤退を迫られた。それは一時的なものと思われたが、市場においてその種の製品をなくしてしまう結果となった。このとき、7,000種のSCSIドライブが生産中止となり、サンノゼにおける全ての技術活動は、MiniScribeの設計技術のスタッフを残して1993年の終わりに停止した。立て直しを迫られたマックストア社は役員の交代後、本社をカリフォルニア州ミルピタスの近くに移動させ、徐々にシリコンバレーの技術スタッフの雇用を再開した。2000年にマックストアは、クアンタム社のハードディスク部門を買収した。この動きは、マックストア社をその競合相手、特にシーゲイト・テクノロジー社よりも大きくし、サーバ用SCSIドライブ市場に復帰することができた。
1990年、マックストアは、コロラド州ロングモントの破産したミニスクライブ社の資産（負債は除く）を購入し、大量生産の市場に進出した。この変化は大変なもので、初期の生産品は品質とデザインに問題を抱えていた（特に、7120 3.5インチ120MBドライブ）。そんな初期の問題を挽回するかのように、後期の生産品は好評を博し、1996年にはハードディスクの生産ラインを完全に再構成。テキサスインスツルメンツ製のDSPを搭載したDiamondMaxシリーズを発表した。9年間の開発後、元のXTシリーズのドライブは1ギガバイトの容量を達成することができた。マックストア社は1990年代中ごろ同シリーズの権利をSequel社に売却し、サーバ用SCSIドライブ市場から撤退した。Sequel社はディスクドライブのメーカーではなく、むしろ彼らは既存の顧客ベースに存在するドライブを再構成することを専門としていた。
2001年にクアンタムのHDD事業を取得。短期間ではあるが、クアンタムのブランドであったFireballを冠した製品を出荷した。
外付け用HDDの市場に進出し、コンシューマー向けのMaxtor One-Touchシリーズを発表した。また、ノートパソコンやデジタルオーディオプレーヤーの普及により急速な成長を見せていた2.5インチHDD市場にも進出を試みたが、2005年の初めに断念した。
2005年12月マックストアは競争相手であるシーゲイト・テクノロジー社と合併することに同意した。その金額は、19億ドル (USD) であった。その後しばらくはシーゲイト社の下でマックストアのブランドは存続したが、ほどなくしてシーゲートに一本化され、マックストアのブランドは消滅した。